# LEGO Star Wars: Microfighters
LEGO Star Wars: Microfighters è un videogioco sviluppato da Traveller's Tales e LucasArts che è stato distribuito il 7 febbraio 2014 per iOS.

## Modalità di gioco
Il gioco consiste in mini battaglie tra astronavi per il dominio della Galassia. Il giocatore dovrà pilotare dei Microfighters Lego dell'universo di Guerre stellari come i Caccia TIE, gli X-Wing o il Millennium Falcon, per sconfiggere i nemici e raccogliere gettoni bonus.
Il gioco si sviluppa in 18 livelli su quattro pianeti dell'universo fittizio di Star Wars Endor, Yavin, Hoth e Geonosis. Si può combattere sia a fianco dell'Alleanza Ribelle sia parteggiare per il lato oscuro insieme all'Impero.
I gettoni raccolti possono essere spesi per acquistare in-game upgrade per i propri Microfighters come super armi e potenziamenti accessori.
Il gioco è disponibile per il download sull'App Store.